# 谷幹一
谷 幹一（たに かんいち、1932年11月21日 - 2007年6月25日）は、日本の俳優・コメディアン。東京都出身。本名は西村 昌明（にしむら まさあき）。「タニカン」の愛称で親しまれた。

## 来歴・人物
1950年に都立農芸高校を中退後、新宿のムーランルージュ新宿座に最後の研究生として入る。
ムーランルージュの解散後、劇団東京喜劇での地方巡演の後、浅草フランス座で渥美清、関敬六と出会い、共に下積み時代を過ごす。葛飾区青戸の自宅には渥美や関が頻繁に訪問し、谷の義母が振る舞うカレーライスを好んで食べていた。後年、渥美は「あの味だけは忘れられない。もう一度食いたいねえ」と懐かしがったという。
戦前の役者谷幹一に似ていると言われたことから芸名を谷昌明から谷幹一に改める。
1958年にテレビ映画『月光仮面』で探偵助手の袋五郎八を演じて人気を博す。
翌年には渥美、関と3人でスリーポケッツを結成。解散後は本格的に役者として活動するようになり、TBS月曜夜8時の時代劇『ナショナル劇場』枠では常連で多く出演した。その他、ひらけ!ポンキッキのお兄さん役も務めた。
2000年から日本喜劇人協会副会長として、会長の大村崑を補佐したが、晩年は病気がちで作品出演は多くなかった。2006年8月に亡くなった関敬六の後を追う様に、2007年6月25日、脳出血のため東京都新宿区の病院で死去した。74歳没。法名は、安藝院釋昌幹。墓所は文京区長源寺。

## 人物
妻は浅草フランス座の座長も務めた女優の玉川みどり。

## 出演

### テレビドラマ
- 月光仮面（第2部以降）（KRT・宣弘社）- 袋五郎八
- 水道完備ガス見込（1960年、NET）
- お気に召すまま 第19回「髭」（1962年、NETテレビ）
- 意地悪ばあさん 第60話「八方いじめ倒しの巻」（読売テレビ・C.A.L）
- まぼろし城（1968年、毎日放送） - 忍びの椋十
- 男はつらいよ（1969年、フジテレビ） - 畠山三太郎
- あひるヶ丘77
  - 第21話「ふられて泣くな」
  - 第22話「女はプレイボーイに弱い」

（1969年、フジテレビ / 東映）
- 素浪人 花山大吉第33話「のっぺらぼうが泣いていた（1969年、NET・東映）
- 水戸黄門（TBS / C.A.L）
  - 第1部 第23話「初春・役者騒動記 -高山-」（1970年1月5日）- 伯竜
  - 第14部 第34話「葵を盗んだドジな奴 -赤穂-」（1984年6月18日） - 三五郎
  - 第16部 第24話「母恋し涙の角兵衛獅子 -新発田-」（1986年10月6日） - 吉兵衛
  - 第18部 第7話「孫を騙った悪い奴 -高崎-」（1988年10月24日） - 仙太
  - 第21部 第12話「無念晴らした夢芝居 -人吉-」（1992年6月22日） - 佐平
  - 第22部 第8話「仇討ち悲願の旅芝居 -桑名-」（1993年7月5日）- 勘八
  - 第23部 第18話「闇夜に咲いた女義賊 -米子-」（1994年12月5日）- 升吉
  - 第24部 第5話「母と名乗れぬ女の涙 -桑名-」（1995年10月16日）- 勘十
  - 第27部 第10話「父子つないだ献上箔椀 -浄法寺-」（1999年5月24日） - 圭作
  - 第28部 第8話「始末屋泣かせる参勤交代 -浜松-」（2000年5月1日） - 源七
- 大岡越前（TBS / C.A.L）
  - 第3部 第26話「悪の報酬」（1972年12月11日） - 伊佐吉
  - 第6部 第9話「千両富は俺のもの!」（1982年5月3日） - 幸助
  - 第7部
    - 第9話「天下一品意地くらべ」（1983年6月20日） - 屑屋市兵衛
    - 第21話「母は天下の御意見番」（1983年9月12日）- 茂七

  - 第8部〜第15部（1984 - 99年） - 出目の勘太（レギュラー）
- なんたって18歳!（1972年、TBS）
- 赤ひげ（1972年、NHK総合）
- 細うで繁盛記（読売テレビ・東宝） - 徳川（山水館の仕入れ役）
- どてらい男（関西テレビ）- 蔵先（前戸文治商店の倉庫番）
- ふりむくな鶴吉 第35話「花火の夜」（1975年、NHK総合）
- 江戸の旋風 第5話「夜桜の女」（1975年、フジテレビ）
- あかんたれ（東海テレビ）
- 白い巨塔（1978年、フジテレビ） - 佐々木庸平、安田太一（2役）
- 風鈴捕物帳（テレビ朝日） - 熊沢五郎次
- 江戸を斬るシリーズ（TBS / C.A.L） - 出目の金太、亀三
- ザ・スーパーガール（1979-80年、東京12チャンネル / 東映）- 駒田精三警部
- ご近所の星（1979-80年、フジテレビ） - 三井田丸
- 桃太郎侍 第208話「松竹梅・晴れて旅立ち」（1980年、日本テレビ）
- 時代劇スペシャル 清水次郎長シリーズ（1981年 - 1983年 フジテレビ）- 法印大五郎
- 秘密のデカちゃん（1981-82年、TBS・大映テレビ）- 福山刑事係長
- 天下御免の頑固おやじ 大久保彦左衛門（1982年、TBS・オフィス・ヘンミ） - 八
- 長七郎天下ご免! 第106話「大吉、八掛の鬼退治!」（1982年、テレビ朝日） - 野沢玄朴
- 源九郎旅日記 葵の暴れん坊 第39話「陸奥みやげ三春駒」（1983年、テレビ朝日・東映）- 兵六
- 御宿かわせみ第2シリーズ 第11話「迎春忍川」（1983年、NHK総合） - 伊之吉
- 裸の大将第15話「花が咲いたので」（1985年、関西テレビ・東阪企画）- 青木
- 火曜スーパーワイド 花ふぶき女スリ三姉妹2・追いかけて下呂温泉-木曽路-天竜峡（1988年、朝日放送） - 角田三郎
- 翔んでる!平賀源内（TBS・C.A.L）- 目玉の金太
- 騎馬奉行がゆく（1995年、日本テレビ）
- 金曜エンタテイメント「腕まくり看護婦物語4 慕情編」（1995年9月8日、フジテレビ）- 西脇秀雄
- 月曜ドラマスペシャル 一色京太郎事件ノート3・京都鞍馬貴船川殺人事件（1996年、TBS）- 篠田
- 渥美清のあぁ、青春日記（1997年9月24日、フジテレビ） - 永井荷風
- おじいさんの台所（1997年9月29日、テレビ東京）
- 土曜ワイド劇場（テレビ朝日）
  - 事件1・なぜ夫は新妻の姉を殺したのか…?（1993年）
  - 事件9・赤ちゃんを誘拐して殺した女!（2001年）
- はみだし刑事情熱系 PART2 第14話（1998年、テレビ朝日 / 東映）- 神田幸治

### 映画
- やくざの歌（1963年、東映） - 玉井
- 濡れた逢びき（1967年、松竹） - 多良局長
- 水戸黄門（1978年、東映） - 源助
- 幻の湖（1982年、東宝） - 関口
- 男はつらいよ 夜霧にむせぶ寅次郎 （1984年、松竹） - 黒田
- 民暴の帝王（1993年、東映） - ゴルフコンペ司会者
- 新任教師野本美穂 恥肉の裏授業（2003年、フラッシュワン） - 校長

### テレビアニメ
- ドラ猫大将（NET） - 大将
- トムとジェリー (TBS) - ナレーター、主人

### 人形劇
- ひょっこりひょうたん島（NHK総合） - ヤッホー、ドン・キホーテ
- ネコジャラ市の11人（NHK総合） - アルチュール・ランボー

### バラエティ他
- 夢であいましょう（NHK総合）
- サンデー志ん朝（フジテレビ）
- 霊感ヤマカン第六感（朝日放送）
- コメディーお江戸でござる（NHK総合）
- リビング・トゥモロー（ナレーション）
- ひらけ!ポンキッキ（フジテレビ）

### CM
- パチンコ百万弗 - 90年代、山梨県甲府市北口にあったパチンコ店。

### その他
- タニカンののぞき眼鏡（1981年、桃園書房）- 著書
- 大岡越前のお年寄りの交通安全（1999年、東映教育映像部）- 出目の勘太、町内会会長(二役)。交通安全教育作品

## 演じた俳優
- 羽場裕一 - 「渥美清のあぁ、青春日記」（1997年9月24日、フジテレビ系）